# Captain Jack V.C.
Captain Jack V.C. è un cortometraggio muto del 1913 diretto da Hay Plumb.

## Trama
In India, un esploratore dopo aver sostenuto un duello, si arruola e ottiene il grado di capitano.

## Produzione
Il film fu prodotto dalla Hepworth.

## Distribuzione
Il film - un cortometraggio in due bobine - uscì nelle sale cinematografiche britanniche nel maggio 1913.
Fu distrutto nel 1924 dallo stesso produttore, Cecil M. Hepworth. Fallito, in gravissime difficoltà finanziarie, Hepworth pensò in questo modo di poter almeno recuperare il nitrato d'argento della pellicola.